# Alucita hexadactyla
Alucita hexadactyla (tên tiếng Anh: Twenty-plume Moth) là một loài bướm đêm thuộc họ Alucitidae. Nó được tìm thấy ở châu Âu.

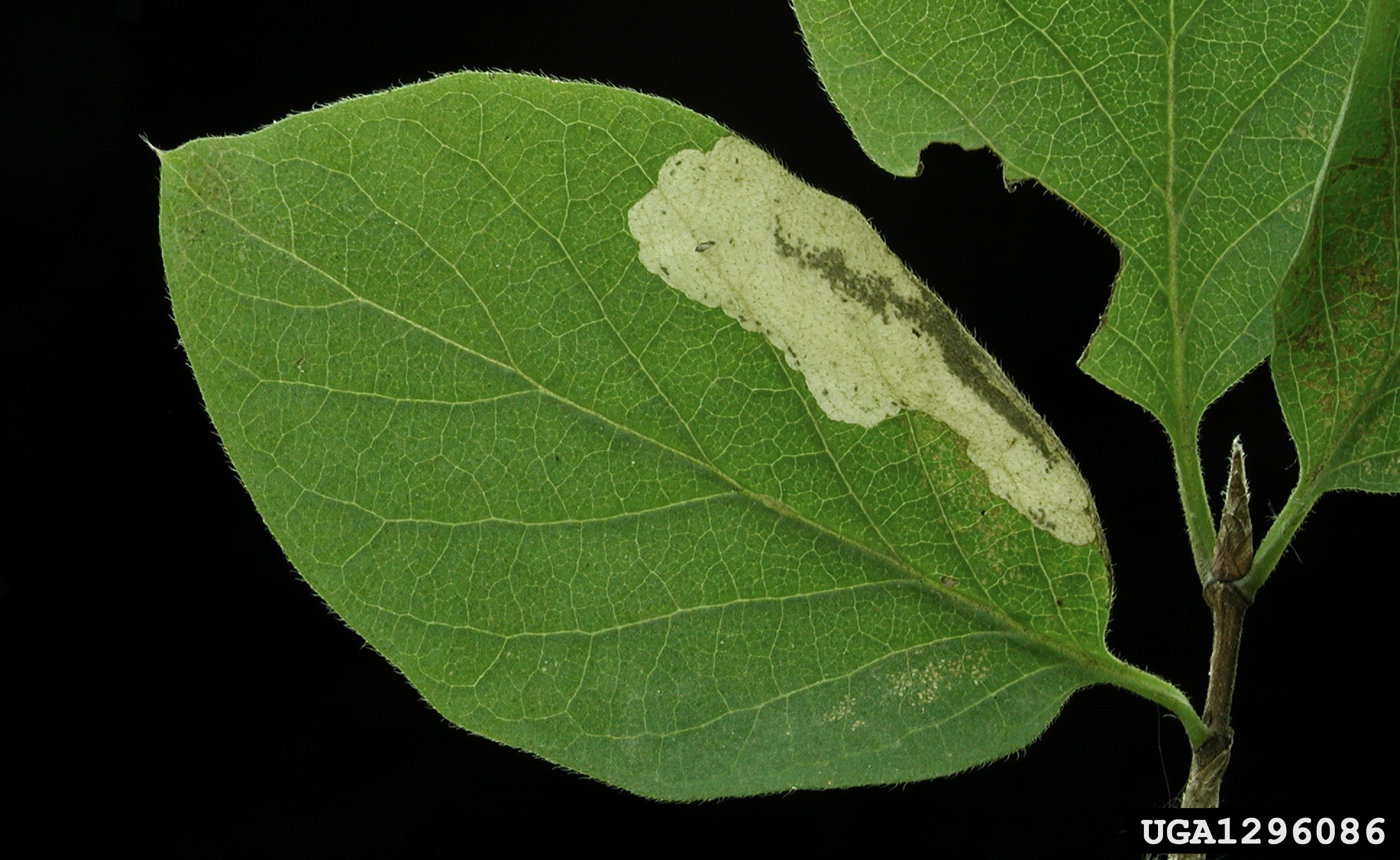
Hư hại

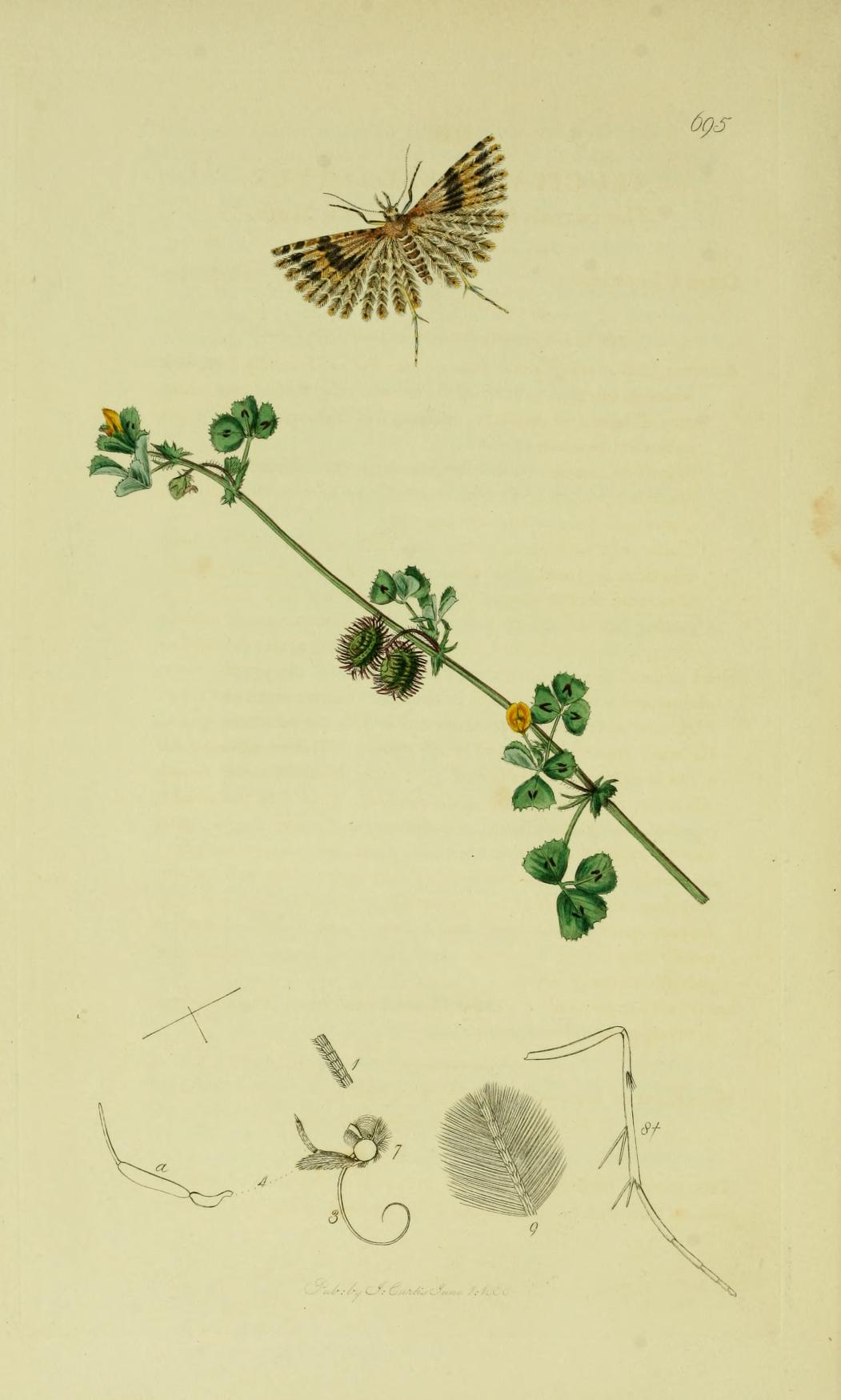
Minh họa từ John Curtis's British Entomology Volume 6

Sải cánh dài 14–16 mm. Con trưởng thành bay the whole year tùy theo địa điểm.
Ấu trùng ăn kim ngân.

## Hình ảnh

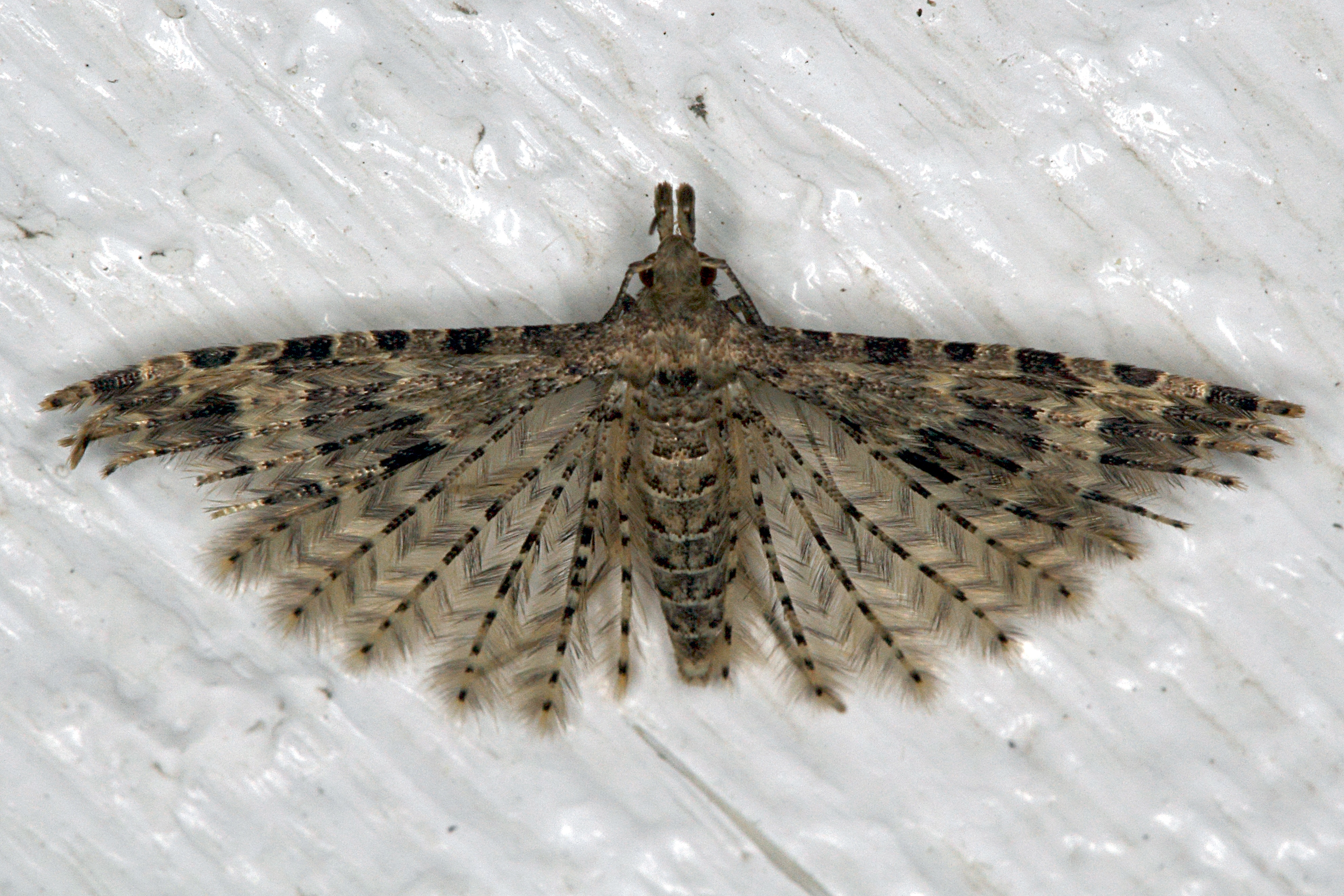
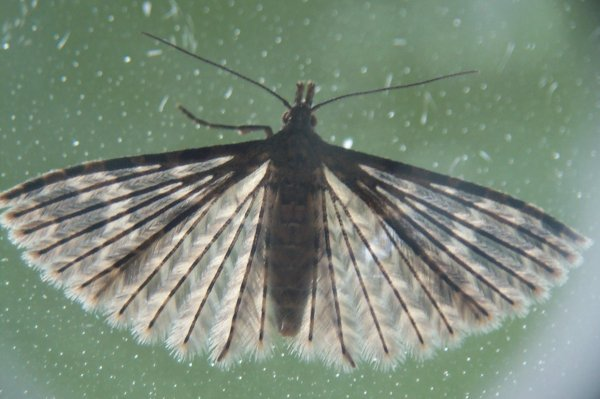
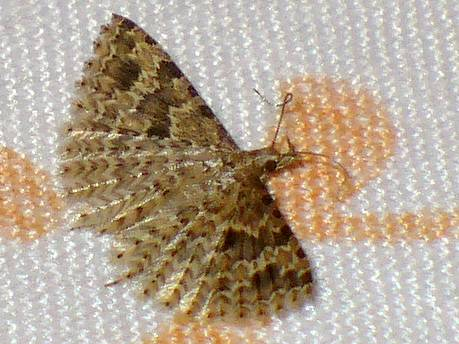
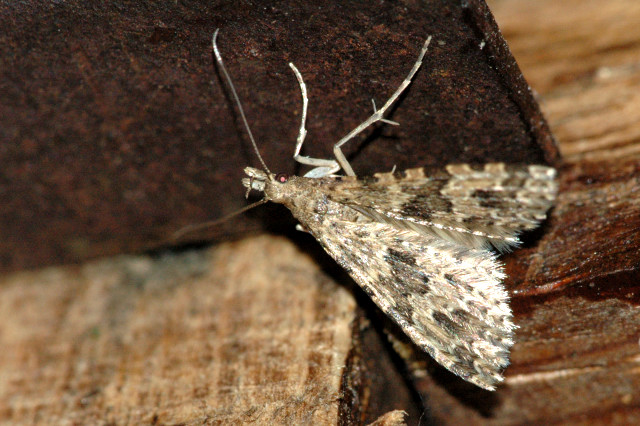